# Microcebus mamiratra
Microcebus mamiratra é uma espécie de lêmure pertencente à família Cheirogaleidae recentemente descoberta em Madagascar.